# Мерење
Мерење (ијек. мјерење) представља одређивање величине неке појаве или објекта. Та величина се исказује нумерички (бројем) и јединицом одређене величине. Опсег и примена мерења зависе од контекста и дисциплине. У природним наукама и инжењерству, мерења се не односе на номинална својства објеката или догађаја, што је у складу с смерницама Међународног речника метрологије који је објавио Међународни биро за тегове и мере. Међутим, у другим областима као што су статистика, као и друштвене и бихејвиоралне науке, мерења могу имати вишеструке нивое, чиме могу да буду обухваћени номиналне, редне, интервалске и размерне скале.
Мерење је камен темељац трговине, науке, технологије и квантитативних истраживања у многим дисциплинама. Историјски, многи мерни системи су кориштени у разним пољима људског постојања ради омогућавања поређења у тим пољима. То је често остваривано локалним договорима између трговачких партнера или сарадника. Од 18. века, постоји тенденција ка унификацији широко прихваћених стандарда, што је довело до формирања Међународног система јединица (SI). Тај систем редукује сва физичка мерења на математичку комбинацију седам основних јединица. Наука о мерењу се спроводи на пољу метрологије.
Могу се мерити само основне величине по међународном систему јединица. То су:
- дужина,
- маса,
- време,
- термодинамичка температура,
- електрична струја,
- интензитет светлости и
- количина супстанце.

За мерење наведених величина су потребни мерни инструменти помоћу којих се одређује њихова вредност. Маса је једина основна величина која се не мери, већ се упоређује.
Циљ мерења је добијање поузданог исказа о непознатим подацима објекта. Активности мерења су углавном практичне (експерименталне) природе, а могу укључити и теоријска разматрања и прорачуне.

## Рачунање са величинама
За све остале величине тзв. изведене, одређивање њихових вредности се не врши израчунавањем него рачунањем основних величина. Код рачунања се мора обратити пажња на следеће:
- Само се вредности истих величина могу сабирати и одузимати
- Ако се код сабирања и одузимања истих величина деси да су им јединице различите, онда се јединице претварају све док се не дође до исте јединице и тек се онда вредности могу сабрати и одузети
- Код сабирања и одузимања, само се вредности саберу или одузму, а јединица се препише
- Код множења и дељења величина и вредности и њихове јединице се множе и деле
- Код квадрирања и кореновања величина и вредности и њихове јединице се квадрирају и коренују

## Методологија
Мерење својства се може категорисати према следећим критеријумима: тип, магнитуда, јединица, и неизвесност. Ови критеријуми омогућавају недвосмислено упоређивање мерења.
- Тип или ниво мерења је таксономија за методолошки карактер поређења. На пример, два стања својства се могу поредити путем односа, разлике, или редне преференције. Тип се обично не изражава експлицитно, него је имплицитно дефинисан мерном процедуром.
- Магнитуда је нумеричка вредност карактеризације, обично се добија помоћу подесно изабраног мерног инструмента.
- Јединица даје математички тежински фактор магнитуде која је изведена као однос својства артефакта који се користи као стандард или природна физичка количина.
- Неизвесност представља случајне и системске грешке мерне процедуре; она указује на ниво поузданости у мерењу. Грешке се процењују методичким понављањем мерења и узимајући у обзир тачност и прецизност мерног инструмента.

## Стандардизација мерних јединица
Мерења најчешће користе Међународни систем јединица (СИ) као оквир за упоређивање. Систем дефинише седам основних јединица: килограм, метар, Кандела, секунда, ампер, келвин, и мол. Шест од ових јединица је дефинисано без упућивања на одређени физички објекат који служи као стандард (без артефаката), док је килограм још увек оличен у артефакту који се налази у седишту Међународног бироа тегова и мера у Севру близу Париза. Дефиниције без артефакта утврђују мерења на тачној вредности која се односи на физичку константу или друге непроменљиве феномене у природи, за разлику од стандардних артефаката који су потенцијално подложни оштећењу или уништењу. Мерна јединица се једино може променити кроз повећану тачност у одређивању вредности константе за коју је везана.
Први предлог везивања СИ базне јединице за експериментални стандард независан од физичког предмета дао је Чарлс Сандерс Перс (1839–1914), који је предложио да се дефинише метар на бази таласне дужине спектралне линије. То је имало директан утицај на Мајкелсон—Морлијев експеримент; Мајкелсон и Морли су побољшали Персов метод.

### Стандарди
Са изузетком неколико фундаменталних квантних константи, мерне јединице су изведене из историјских договора. Ништа инхерентно у природи не захтева да инч буде одређене дужине, нити је миља боља мера удаљености од километра. У току људске историје, међутим, прво због погодности, а потом и због неопходности, стандарди мерења су се развили тако да заједнице имају одређене заједничке критеријуме. Закони који регулишу мерење су првобитно били развијени како би се спречила превара у трговини.
Јединице мерења генерално су дефинисане на научној основи, и надгледају их владиних или независне агенције, а успостављене су међународним уговорима, најистакнутији међу којима је Генерална конференција за тегове и мере (CGPM), која је успостављена 1875. године од стране Метарска конвенција, који надгледа Међународни систем јединица (СИ) и има старатељство над међународним прототипом килограма. Метар, на пример, је 1983. године CGPM редефинисао у смислу брзине светлости, док су 1960. године међународни јард дефинисале владе САД, Уједињеног Краљевства, Аустралије и Јужне Африке да буде тачно 0,9144 метра.
У Сједињеним Државама, Национални институт за стандарде и технологију (NIST), који је одсек Министарства трговине Сједињених Држава, регулише комерцијална мерења. У Уједињеном Краљевству, ту улогу обавља Национална лабораторија за мерење (NPL), у Аустралији Национални институт за мерење, у Јужној Африци Савјет за научна и индустријска истраживања и у Индији Национална физичка лабораторија Индије.

## Начини мерења
Мерне методе или начини мерења могу бити непосредни и посредни.
У непосредном мерењу резултат се добија упоређивањем мерног предмета са познатом величином уз помоћ мерног инструмента. Резултат се само очита са инструмента. У посредном мерењу резултат се добија рачунањем две или више измерених величина.

## Грешка при мерењу
Грешка при мерењу представља одступање мерног резултата у односу на претпостављене непромењиве вредности мерне јединице, односно мере. Грешке које се јављају при мерењу деле се на:
- грубе,
- системске и
- случајне грешке.

Најчешћи узроци грешака при мерењу су:
- неправилно руковање мерним инструментима,
- непознавање мерног инструмента, величине, објекта или појаве која се мери,
- непрецизност,
- неисправност мерног инструмента и
- предрасуде или инстинкт код особа које мере одређену појаву или објекат.

## Јединице и системи

### Империјални и УС уобичајени системи
Пре него што су СИ јединице биле широко прихваћене широм света, британски систем енглеских јединица и касније империјалних јединица је кориштен у Британији, Комонвелту и Сједињеним Државама. Тај систем је постао познат као уобичајене јединице у Сједињеним Државама и још увек је употреби тамо и у неколико карипских земаља. Ови различити системи јединица су својевремено називани системима стопе-фунте-секунде према империјалним јединицама за дужину, тежину и време, мада су тоне, квинтали, галони, и наутичке миље, на пример, различити у америчким јединицама. Многе империјалне јединице су се задржале у Британији, која је званично прешла на СИ систем, уз неколико изузетака као што су путни знаци, који још увек користе миље. Точено пиво и јабуковача се продају у империјалним пинтама, и млеко у рециклирајућим боцама се може продавати у империјалним пинтама. Исто тако, многи људи мере своју висину у стопама и инчима, а своју тежину у стоунима и фунтама. Империјалне мере се користе на многим другим местима, на пример, у многим земљама Комонвелта које се сматрају метрификованим, површине земљишта се мере у арима и стамбени простор у квадратним стопама, посебно при комерцијалним трансакцијама (за разлику од владиних статистика). Слично томе, бензин се продаје у галонима у многим земљама које се сматрају метрификованим.

### Метрички систем
Метрички систем је децимални систем мера базиран на јединицама дужине, метру и масе, килограму. Он постоји у неколико варијација, са различитим изборима основних јединица, мада оне немају утицаја на његову свакодневну употребу. Од 1960-тих, Међународни систем јединица (СИ) је међународно признати метрички систем. Метричке јединице масе, дужине и електрицитета су у општој употреби широм света за свакодневне и научне сврхе.
Метрички систем има јединствену основну јединицу за многе физичке квантитете. Други квантитети су изведени из стандардних СИ јединица. Умношци и фракције се изражавају као степени броја 10 сваке јединице. Кад су мање или веће јединице подесније за дати вид примене, могу се додати метрички префикси на основну јединицу да би се означили њени умношци степеном од десет: хиљадитина (10−3) метра је милиметар, док је хиљаду (103) метара километар. Конверзије јединица су стога увек једноставне, тако да се подесне магнитуде мерења остварују померањем децималног места: 1,234 метара је 1234 милиметара или 0,001234 километара. Употреба разломака, као што су 2/5 метара, је дозвољена, мада није уобичајена. Не долази до расипне примене различитих јединица са различитим факторима конверзије као што је то случај са империјалним системом, који на пример користи инче, стопе, јарде, фатоме, и родове за дужину.

### Међународни систем јединица
Међународни систем јединица (скраћено СИ из француског назива Système International d'Unités) је модерна ревизија метарског система. То је најшире кориштени систем јединица на свету, у свакодневној трговини и у науци. СИ систем је развијен 1960. године из метар-килограм-секунда (МКС) система, уместо из центиметар-грам-секунда (ЦГС) система, који је, пак, имао мноштво варијанти. Током свог развоја СИ је такође увео неколико нових именованих јединица које раније нису биле део метричког система. Оригиналне СИ јединице за седам основних физичких квантитета су биле:
| Основни квантитет  | Основна јединица | Симбол | Садашње СИ константе                                              | Нове СИ константе (предложене) |
| ------------------ | ---------------- | ------ | ----------------------------------------------------------------- | ------------------------------ |
| време              | секунда          |        | хиперфино цепање у Цезијуму-133                                   | исто као садашњи СИ            |
| дужина             | метар            |        | брзина светлости у вакууму,                                       | исто као садашњи СИ            |
| маса               | килограм         |        | маса међународног прототипа килограма ()                          | Планкова константа,            |
| електрична струја  | ампер            |        | пермеабилност слободног простора, пермитивност слободног простора | наелектрисање електрона,       |
| температура        | келвин           |        | тројна тачка воде, апсолутна нула                                 | Болцманова константа,          |
| количина супстанце | мол              |        | моларна маса угљеника-12                                          | Авогадрова константа           |
| светлосна јачина   | кандела          |        | светлосна ефикасност извора на 540                                | исто као садашњи СИ            |

Мол је накнадно додат овом списку и степени Келвина су преименовани у келвин.
Постоје два типа СИ јединица, основне јединице и изведене јединице. Основне јединице су једноставне мере за време, дужину, масу, температуру, количину супстанце, електричну струју и јачину светлости. Изведене јединице су конструисане од основних јединица, на пример, ват, тј. јединица снаге, је дефинисан из основних јединица као . Друге физичке особине се могу мерити у композитним јединицама, као што се густина материјала мери у kg/m³.

#### Конвертујући префикси
СИ систем дозвољава једноставно множење при прелазу између јединица које имају исту основу али различите префиксе. Да би се конвертовали метри у центиметре, потребно је да се једноставно помножи број метара са 100, пошто има 100 центиметара у метру. Инверзно томе, прелаз из центиметара у метре се остварује множењем броја центиметара са 0,01 или дељењем центиметара са 100.

### Дужина
Лењир или метар је оруђе које се користи на пример у геометрији, техничком цртању, инжењерству, и столарству, за мерење дужина или растојања или за цртање правих линија. Строго говорећи, лењир је инструмент који се користи цртање правих линија, а калибрисани инструмент који се користе за одређивање дужине се назива метром, међутим у свакодневној употреби се оба инструмента називају лењиром. Употреба речи метар, у смислу мерног инструмента, се задржала у фразама као што је кројачки метар, чиме се означава инструмент који се може користити за мерење, мада није подесан за цртање правих линија. Као што се може видети на слици, двометaрски столарски лењир се може сакупити на дужину од само 20 центиметара, да би се лако уклопио у џеп, а пет метара дуг тракасти метар се лако ограничава на мало кућиште.

### Нека специјална имена
Нека несистемска имена се користе за неке умношке истих јединица.
- 100 kilograma = 1 квитал; 1000 килограма = 1 метричка тона;
- 10 година = 1 декада; 100 година = 1 век; 1000 година = 1 миленијум

### Грађевинарство
Аустралијски грађевински занати су усвојили метарски систем 1966. године, и јединице које се користе за мерење дужине су метри (m) и милиметри (mm). Центиметри (cm) се избегавају је они изазивају забуну при читању планова. На пример, дужина од два и по метра се обично записује као 2500  или 2,5 , док би се сматрало нестандардним да се дужина запише као 250 .

### Време
Време је апстрактно мерење елементарних промена на непросторном континууму. Оно се означава бројевима и/или именованим периодима ако што су сати, дани, недеље, месеци и године. То је очигледно неповратна серија појава унутар овог непросторног континуума. Оно се исто тако користи за означавање интервала између две релативне тачке на том континууму.

### Маса
Маса се односи на унутрашње својство свих материјалних објеката да се одупиру промени њиховог момента. Тежина се с друге стране односи на силу усмерену надоле која се јавља кад је маса у гравитационом пољу. При слободном паду, (без нето гравитационих сила) објекти немају тежину али задржавају своју масу. Империјалне јединице масе обухватају унцу, фунту, и тону. Метричке јединице грам и килограм су јединице масе.
Уређај за мерење тежине или масе се назива вага за мерење или, само вага. Опружна вага мери силу али не и масу, док балансна вага пореди тежине. За функционисање оба инструмента је неопходно присуство гравитационог поља. Неки од најпрецизнијих инструмената за мерење тежине или масе су базирани на теретним ћелијама са дигиталним очитавањем, које су функционалне једино у гравитационом пољу, и не би се могле користити при слободном паду.

### Економија
Мере које се користе у економији су физичке мере, номиналне цене и реалне цене. Ове мере се међусобно разликују по променљивој коју одређују и променљивама искљученим из мерења.

### Анкетна истраживања
У пољу анкетних истраживања, мере се изводе од индивидуалних ставова, вредности и понашања користећи упитнике као мерне инструменте. Попут свих других мерења, мерења анкетних истраживања су такође подложна мерним грешкама, тј. одступањима од истинске вредности мерења и вредности пружене употребом мерног инструмента. У материјалном истраживању, грешка у мерењу може довести до пристрасних закључака и погрешно процијењених ефеката. Да би добили прецизни резултати, када се појаве грешке у мерењу, резултати морају бити кориговани за мерне грешке.

## Дефиниције и теорије

### Класична дефиниција
У класичној дефиницији, која је стандард у свим физичким наукама, мерење је детерминација или процена односа квантитета. Квантитет или мерење су узајамно дефинисани: квантитативни атрибути су они које је могуће измерити, бар у принципу. Класични концепт квантитета датира још из радова Џона Волиса и Исака Њутна, и био је предсказан у Еуклидовим Елементима.

### Репрезентациона теорија
У репрезентационој теорији, мерење се дефинише као „корелација бројева са ентитетима који нису бројеви”. Највише технички разрађен облик репрезентацијске теорије такође је познат као адитивно заједничко мерење. У овој форми репрезентационе теорије, бројеви се додељују на бази кореспонденције или сличности између структура бројевних система и структура квалитативних система. Својство је квантитативно ако се такве структурне сличности могу успоставити. У слабијим формама репрезентационе теорије, као што је она која се имплицитно јавља у радовима Стенлија Смита Стивена, бројеви требају да буду додељени у складу са правилима.

### Информациона теорија
Информациона теорија препознаје да сви подаци нису прецизни, већ да имају статистичку природу. Стога је дефиниција мерења: „Скуп опсервација које редукују несигурност, при чему се резултат исказује као квантитет.” Ова дефиниција указује на оно што научници заправо раде кад нешто мере и извештавају резултате у виду средње вредности и статистичких параметара мерења. У практичном смислу, почиње се са иницијалном претпоставком о очекиваној вредности квантитета, и затим се користећи разне методе и инструменте, редукује неизвесност у вредности. Треба имати на уму да у овом погледу, за разлику од позитивистичке репрезентационе теорије, сва мерења су неизвесна, тако да се уместо додељивања једне вредности, додељује опсег вредности мерења. Ово исто тако подразумева да не постоји јасна или уредна разлика између процене и мерења.

### Квантна механика
У квантној механици, мерење је акција која одређује дато својство (позицију, моменат, енергију, итд.) квантног система. Пре него што се изврши мерење, квантни систем се симултано описује путем свих вредности у спектру, или опсегу, могућих вредности, при чему се вероватноћа мерења сваке вредности одређује помоћу таласне функције система. Кад се мерење изведе, таласна функција квантног система се „колапсира” у једну, дефинитивну вредност. Недвосмислено значење проблема мерења је нерешени фундаментални проблем у квантној механици.